# Шелби Майн
Шелби Майн (англ. Shelbee Myne, настоящее имя Шелли Мари Кастерлайн, англ. Shelli Marie Casterline, род. 6 января 1974, Ориндж, Калифорния) — американская порноактриса и эротическая фотомодель, лауреатка премии XRCO Award.

## Биография
Родилась и выросла в Южной Калифорнии. Работала ассистентом в страховой компании, где познакомилась с Пэтом Майном, с которым встречалась 4 года, а затем вышла замуж в 1997 году.
В том же году познакомилась с порноактрисой Кристой Мэйз (Krista Maze), которая в свою очередь познакомила Шелби с различными представителями индустрии для взрослых — актёрами и режиссёрами и порекомендовала начать карьеру в порно. Порнодебют актрисы состоялся в возрасте 23 лет, в фильме House of Flesh 2.
Снималась для таких студий, как Jill Kelly Productions, Vivid, Elegant Angel, Metro, Pleasure Productions, Anabolic Video, Adam & Eve, Wicked Pictures, Celestial, New Machine и Digital Playground.
В 2001 году получила три номинации на AVN Awards в категориях «лучшая исполнительница года», «лучшая групповая сцена» за Watchers и «лучшая групповая лесбийская сцена» за Chloe’s "I Came, Did You?!!. В следующем году была номинирована вновь в категории «лучшая групповая лесбийская сцена» за Violation of Aurora Snow.
Ушла из индустрии в 2008 году, снявшись в общей сложности в 478 фильмах.

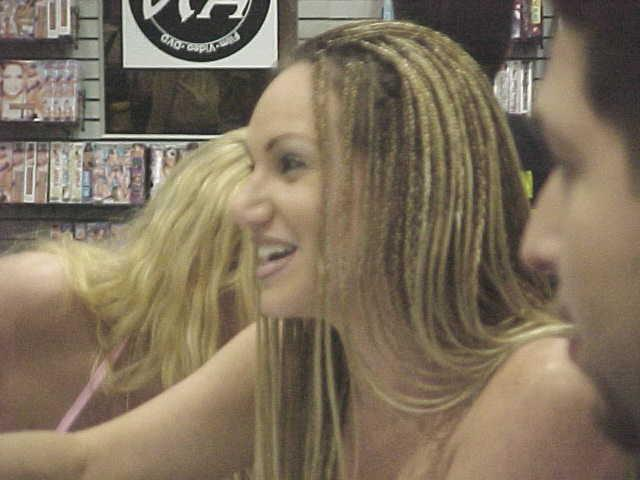
Шелби Майн на Erotica Los Angeles, 2001 год

## Награды и номинации
| Год  | Церемония  | Результат | Номинация                         | Работа                      |
| ---- | ---------- | --------- | --------------------------------- | --------------------------- |
| 1999 | AVN Awards | Номинация | Лучшая групповая сцена            | Fresh Meat 5                |
| 2000 | XRCO Award | Победа    | Невоспетая сирена года            | н/д                         |
| 2001 | AVN Awards | Номинация | Лучшая исполнительница года       | н/д                         |
| 2001 | AVN Awards | Номинация | Лучшая групповая сцена            | Watchers                    |
| 2001 | AVN Awards | Номинация | Лучшая групповая лесбийская сцена | Chloe’s "I Came, Did You?!! |
| 2003 | AVN Awards | Номинация | Лучшая групповая лесбийская сцена | Violation of Aurora Snow    |